# Pareutaenia
Pareutaenia is een kevergeslacht uit de familie van de boktorren (Cerambycidae). De wetenschappelijke naam van het geslacht werd voor het eerst geldig gepubliceerd in 1948 door Breuning.

## Soorten
Pareutaenia omvat de volgende soorten:
- Pareutaenia arnaudi Breuning, 1962
- Pareutaenia flavostellata Breuning, 1948